# Emil Konradsen Ceide
Emil Konradsen Ceïde (Finnsnes, Noruega, 3 de septiembre de 2001) es un futbolista noruego. Juega de extremo y su equipo es el Rosenborg BK de la Eliteserien de Noruega.

## Trayectoria
Konradsen Ceide entró a las inferiores del Rosenborg NK en 2017 proveniente de su club local, el modesto Finnsnes IL. Debutó con el primer equipo del club ante el Trygg/Lade por la Copa de Noruega. Logró la titularidad en el equipo en la temporada 2020, y el 21 de enero de 2022 fue cedido con obligación de compra a la U. S. Sassuolo Calcio de Italia. Estuvo dos años y medio antes de regresar al Rosenborg BK en agosto de 2024 en forma de préstamo.

## Selección nacional
Es internacional juvenil por Noruega.

## Estadísticas
Actualizado al último partido disputado el 1 de diciembre de 2024.
| Club                           | Div.          | Temporada     | Liga  | Liga  | Copas nacionales | Copas nacionales | Copas internacionales | Copas internacionales | Total | Total |
| Club                           | Div.          | Temporada     | Part. | Goles | Part.            | Goles            | Part.                 | Goles                 | Part. | Goles |
| ------------------------------ | ------------- | ------------- | ----- | ----- | ---------------- | ---------------- | --------------------- | --------------------- | ----- | ----- |
| Finnsnes IL · Noruega          | 3.ª           | 2017          | 1     | 0     | 1                | 0                | —                     | —                     | 2     | 0     |
| Finnsnes IL · Noruega          | Total club    | Total club    | 1     | 0     | 1                | 0                | 0                     | 0                     | 2     | 0     |
| Rosenborg BK · Noruega         | 1.ª           | 2018          | 2     | 0     | 2                | 0                | 0                     | 0                     | 4     | 0     |
| Rosenborg BK · Noruega         | 1.ª           | 2019          | 9     | 0     | 2                | 0                | 5                     | 0                     | 16    | 0     |
| Rosenborg BK · Noruega         | 1.ª           | 2020          | 28    | 0     | —                | —                | 1                     | 0                     | 29    | 0     |
| Rosenborg BK · Noruega         | 1.ª           | 2021          | 24    | 5     | 3                | 3                | 6                     | 2                     | 33    | 10    |
| U. S. Sassuolo Calcio · Italia | 1.ª           | 2021-22       | 6     | 0     | 1                | 0                | —                     | —                     | 7     | 0     |
| U. S. Sassuolo Calcio · Italia | 1.ª           | 2022-23       | 19    | 0     | 1                | 0                | —                     | —                     | 20    | 0     |
| U. S. Sassuolo Calcio · Italia | 1.ª           | 2023-24       | 11    | 0     | 3                | 1                | —                     | —                     | 14    | 1     |
| U. S. Sassuolo Calcio · Italia | Total club    | Total club    | 36    | 0     | 5                | 1                | 0                     | 0                     | 41    | 1     |
| Rosenborg BK · Noruega         | 1.ª           | 2024          | 12    | 1     | —                | —                | —                     | —                     | 12    | 1     |
| Rosenborg BK · Noruega         | Total club    | Total club    | 75    | 6     | 7                | 3                | 12                    | 2                     | 94    | 11    |
| Total carrera                  | Total carrera | Total carrera | 112   | 6     | 13               | 4                | 12                    | 2                     | 137   | 12    |
| 1. 2.                          |               |               |       |       |                  |                  |                       |                       |       |       |

## Palmarés

### Títulos nacionales
| Título          | Club         | País    | Año  |
| --------------- | ------------ | ------- | ---- |
| Eliteserien     | Rosenborg BK | Noruega | 2018 |
| Copa de Noruega | Rosenborg BK | Noruega | 2018 |

## Vida personal
Su padre es haitiano y su madre noruega. Tiene un hermano gemelo llamado Mikkel que también es futbolista. Emil es primo segundo de los también futbolistas Anders Konradsen y Morten Konradsen.